# جامعة أوديسا

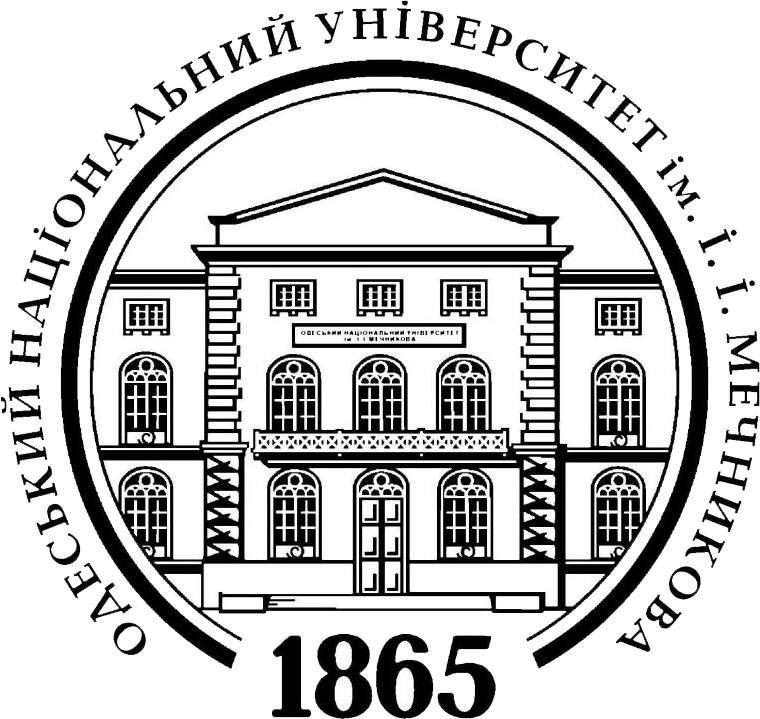
شعار الجامعة

جامعة أوديسا الوطنية بأسم إيلي متشنيكوف (بالأوكرانية: Одеський національний університет імені І. І. Мечникова، وبالروسية: Одесский национальный университет имени И.И. Мечникова) هي جامعة أوكرانية تقع في مدينة أوديسا، وهي واحدة من أعرق جامعات أوكرانيا. سميت نسبة إلى العالم إيليا ميتشنيكوف الحاصل على جائزة نوبل في الطب سنة 1908، والذي عمل أستاذًا لعلم الحيوان بالجامعة في النصف الثاني من القرن التاسع عشر.
تأسست الجامعة سنة 1865 بمرسوم من قيصر روسيا ألكسندر الثاني، وسميت الجامعة عند إنشائها «جامعة نوفوروسيا الإمبراطورية»، ثم تغير الاسم في الحقبة السوفييتية إلى «جامعة إيلي متشنيكوف الحكومية».
تبوأت جامعة أوديسا منذ إنشائها سنة 1865 مكانة مرموقة كواحدة من أفضل المؤسسات التعليمية في أوكرانيا، كما تحظى الجامعة بمكانة متميزة عالميًا جعلتها تحتل مراكز متقدمة في تصنيفات جامعات العالم.
تتكون جامعة أوديسا الوطنية من 4 معاهد و10 كليات و7 مجالس متخصصة، وتشتهر الجامعة بمكتبتها العلمية، التي تعد الأكبر والأقدم بين مكتبات الجامعات الأوكرانية (إذ تضم 3.6 مليون كتاب تمتد تواريخ طباعتها بين القرن الخامس عشر والقرن الحادي والعشرين).

## من مشاهير الخريجين
- إيفان سيتشينوف: عالم وظائف أعضاء روسي رائد.
- سيرجي ويت: رئيس مجلس وزراء الإمبراطورية الروسية.
- نيكولاي أندروسوف، إحاثي ومستكشف وجيولوجي من الإمبراطورية الروسية.

## من مشاهير الأساتذة
- إيليا ميتشنيكوف، الذي سميت الجامعة باسمه.
- إيفان سيتشينوف
- جورج جاموف
- ديميتري مندلييف
- ألكسندر ليابونوف

## وصلات خارجية
- الموقع الرسمي للجامعة